# Бэйли, Имоджен
Имоджен Бэйли (англ. Imogen Bailey; род. 7 июля 1977, Канберра) — австралийская модель, актриса и певица. В качестве модели она была представлена на обложках мужских журналов, в том числе популярных Ralph, FHM Australia, Black+White. На телевидении Бэйли появлялась в различных реалити-шоу, в том числе в качестве приглашённой знаменитости в Big Brother Australia (июль-август 2002 года), Звёзды на тонкому льду (2005) и Celebrity Survivor — аналог российского «Последнего героя» (2006), действие которого происходило на Вануату. В 2008 году она сыграла на австралийском ТВ в известной мыльной опере «Соседи» (в течение шести месяцев).
В качестве певицы дебютировала в 2003 году — её сингл If U Want за авторством Майкла Вудса достиг № 46 на UK Singles Chart и № 1 на UK Dance Chart; № 62 на ARIA Singles и № 5 на британских танцевальных чартах. В августе 2012 года Бэйли приняла участие во втором сезоне Special Broadcasting Service (SBS) — это телевизионный документальный сериал о возвращении известных людей в свою прошлую жизнь до славы. Она является защитником прав животных и работала на многих акциях за этичное обращение с животными, проводимых PETA.
Живёт в Сиднее и Лос-Анджелесе.
В 2016 году Бэйли познакомилась и обручилась с Роббом Бекманном. В январе 2018 года они поженились. У пары есть дочь — Одетт Мирей Бекманн (род. 31 мая 2020).